# ألكسي توبوليف
ألكسي أندرييفيتش توبوليف (الروسية: Алексей Андреевич Туполев) (و.20 مايو 1925 - ت.12 مايو 2001) مصمم طائرات سوفيتي، قام بتطوير أول طائرة ركاب أسرع من الصوت، من طراز توبوليف تي يو 144. ساعد أيضا بتصميم المكوك الفضائي بوران وتو-2000 ، والتي تم وقفها بسبب نقص الأموال.
توبوليف هو نجل رائد تصميم الطائرات السوفيتي الشهير أندريه توبوليف. تخرج من معهد موسكو للطيران في عام 1949 وبدأ العمل مع والده في مكتب تصميم توبوليف. أصبح كبير المصممين في عام 1963 والمصمم العام في عام 1973.

## روابط خارجية
- الموقع الرسمي لمكتب توبوليف
- الموقع الرسمي لشركة توبوليف (بالروسية)